# Macraspis viridis
Macraspis viridis är en skalbaggsart som beskrevs av Carl Peter Thunberg 1822. Macraspis viridis ingår i släktet Macraspis och familjen Rutelidae. Inga underarter finns listade i Catalogue of Life.